# جودی استا ماریا
جودی استا ماریا (به انگلیسی: Jodi Sta. Maria) (زاده ۱۶ ژوئن ۱۹۸۲) که بیشتر با نام نمایشی خود جودی استا شناخته می‌شود. ماریا بازیگر فیلیپینی است. او که به عنوان «سوپراستار خاموش» کشور لقب گرفته است.